# Agaricomycetes
Die Agaricomycetes sind eine Klasse der Abteilung der Ständerpilze (Basidiomycota). Mit etwa 98 % der beschriebenen Arten bilden sie die größte Klasse innerhalb der Ständerpilze. Auf Grund der von ihnen ausgebildeten, häufig auffälligen Fruchtkörper gehören sie zu den bekanntesten Pilzen.

## Merkmale und Ökologie
Die Agaricomycetes sind vom Lebenszyklus her typische Ständerpilze, die als filamentförmiges, hyphales Myzel, meist ohne Hefephasen im Boden wachsen. Die Hyphen sind durch Septen unterteilt, die einen tonnenförmigen Doliporus aufweisen, welcher von membrangebundenen Parenthesomen umgeben ist. Als vorherrschende Form tritt meist ein dikaryotisches Myzel auf, manche Arten weisen aber auch stabile diploide Myzele auf. Asexuelle Sporen werden nur von wenigen Arten gebildet.
Die oberirdisch gebildeten Fruchtkörper reichen von millimetergroßen, becherförmigen Formen über die typischen Ständerpilze bis zu dem über 300 kg Gewicht erreichenden Fruchtkörper von Rigidoporus ulmarius. Die im Fruchtkörper gebildeten zwei bis acht, normalerweise vier Basidiosporen werden in meist ungeteilten Basidien (Homobasidien) gebildet.
Wenige Arten, darunter die von Blattschneiderameisen kultivierten, wachsen als einzellige Hefen.
Die meisten Arten sind Saprobionten, einige Arten treten auch als Parasiten oder Symbionten,  z. B. als Ektomykorrhiza auf.

## Systematik
Von anderen Klassen werden die Agaricomycetes vor allem durch molekularbiologische Merkmale wie rDNA-Sequenz- und Proteinsequenzanalysen unterschieden. Die Gruppe ist monophyletisch. Hibbett und Autoren (2007) gliedern die Klasse wie folgt:
- Unterklasse Agaricomycetidae
  - Ordnung Champignonartige – Agaricales
  - Ordnung Gewebehautartige – Atheliales
  - Ordnung Dickröhrlingsartige – Boletales
- Unterklasse Phallomycetidae
  - Ordnung Erdsternartige – Geastrales
  - Ordnung Schweinsohrartige – Gomphales
  - Ordnung Schwanztrüffelartige – Hysterangiales
  - Ordnung Stinkmorchelartige – Phallales
- keiner Unterklasse zugeordnet – incertae sedis
  - Ordnung Ohrlappenpilzartige – Auriculariales
  - Ordnung Pfifferlingsartige – Cantharellales
  - Ordnung Prachtrindenpilzartige – Corticiales
  - Ordnung Blättlingsartige – Gloeophyllales
  - Ordnung Borstenscheiblingsartige – Hymenochaetales
  - Ordnung Stielporlingsartige – Polyporales
  - Ordnung Stereopsidales
  - Ordnung Täublingsartige – Russulales
  - Ordnung Wachskrustenartige – Sebacinales
  - Ordnung Warzenpilzartige – Thelephorales
  - Ordnung Stachelsporrindenpilzartige – Trechisporales